# Juhan Aavik
Pour les articles homonymes, voir Aavik.
Juhan Aavik, né le 29 janvier 1884 à Holstre et mort le 26 novembre 1982 à Stockholm, est un compositeur estonien.

## Biographie
Juhan Aavik est né le 29 janvier 1884 à Holstre, près de Reval, l'actuelle Tallin. Il fait ses premières études au Conservatoire de Saint-Pétersbourg. Il est ensuite engagé comme chef d'orchestre à Tartu de 1911 à 1923 puis est professeur et directeur du Conservatoire de Tallin de 1925 à 1944. En 1944, il émigre en Suède et y dirige les festivals de chant estonien de 1948 à 1961.
Il a écrit environ deux cents œuvres numérotées. On trouve parmi elles deux symphonies, un Concerto pour violoncelle (1949), un concerto pour contrebasse (1950), un trio avec piano (1957), un Requiem (1959). Il écrit aussi de nombreuses oeuvres chorales, des mélodies et des oeuvres de musique de chambre.
Il a publié une histoire de la musique estonienne en quatre volumes, publiés à Stockholm entre 1965 est 1969.
Il meurt à Stockholm le 26 novembre 1982.